# 佛羅倫斯·佛斯特·珍金絲
佛羅倫斯·佛斯特·珍金絲（Florence Foster Jenkins，1868年7月19日—1944年11月26日）是一位美國女高音歌手。珍金絲以其缺乏節奏感、音準與整體歌唱技巧的歌聲而聞名。

## 早年
珍金絲本名納斯席娜·佛羅倫斯·佛斯特（Nascina Florence Foster），出生於1868年7月19日美國賓夕法尼亞州威爾克斯-巴里，父母是查理斯·道倫斯·佛斯特（Charles Dorrance Foster）與瑪莉·珍·霍格蘭（Mary Jane Hoagland）。珍金絲小時候有上過音樂課程，長大後打算出國進一步學習音樂，但她富裕的家人拒絕資助她，因此珍金絲離家，與一位醫生法蘭克·索頓·珍金絲（Frank Thornton Jenkins）私奔到費城。法蘭克後來成為她的丈夫，兩人於1902年離婚。珍金絲在費城以當老師、教授鋼琴維生。1909年珍金絲的父親過世，她得到一筆遺產，因此得以投入不被其雙親與前夫所看好的歌唱職業生涯。她首先接觸費城的音樂圈，後來更到了紐約，在那裏她以資金贊助一間音樂俱樂部「威爾第（Verdi Club）」，並在那裏上歌唱課程。1912年她舉行了第一場獨唱會。1928年，珍金絲的母親過世，使她將更多熱情與資源投入歌唱演藝的生涯。

## 職業生涯
根據珍金絲的唱片，很明顯的珍金絲缺乏對音高與節奏的感知，也不太能夠發聲長過一拍。她的伴奏者常常必須為了她的走音或走拍調整伴奏的音域或節拍。此外在演唱外國的歌曲時，她的歌詞發音往往不三不四。然而她有別於傳統、獨樹一幟的歌聲卻使她聲名大噪，儘管顯然比起她的歌唱技巧，她所帶來的娛樂效果才是最受聽眾歡迎的部分。評論者對她的演出婉轉地評論為「頗能挑起大眾獵奇的胃口」。
儘管以糟糕的歌聲出名，珍金絲卻深信她成就不凡；她自比當世的知名女高音，如佛麗妲·亨佩與路易莎·泰特拉齊妮。她會制止演出時來自觀眾席的笑聲，並說這些取笑是出自忌妒的對手。她這樣回應對她的批評：「人們也許說我不會唱，但沒人能說我沒唱過！」
珍金絲的演出曲目通常混合了沃尔夫冈·莫扎特、朱塞佩·威尔第與小约翰·施特劳斯等名家的經典歌劇（都是其能力以外的曲目）。此外珍金絲也演唱约翰内斯·勃拉姆斯等人的藝術歌曲，以及自己與伴奏音樂家Cosmé McMoon一起譜寫的歌曲。McMoon為了留給珍金絲面子，只會在背後取笑她。
珍金絲會穿上親自設計的華麗服裝登台演出，這些服裝往往用羽毛雙翼跟銀箔誇張地裝飾著。當演唱《小康乃馨》（Clavelitos）時，還會舞動插在頭髮裡的大把花朵，伴隨著用風扇把花朵搧向觀眾席的舞台效果。演唱結束後Cosmé McMoon會到觀眾席間收拾灑出的花朵以供下一場演出使用。
1943年，珍金絲搭計程車時不幸發生了交通事故。受傷之後她發現她可以唱到前所未有的高音F，因此她撤銷對計程車公司的訴訟，還送了一盒昂貴的雪茄給司機當禮物。
儘管演出極受歡迎、一票難求，珍金絲卻逐漸將場次減少，並限定在幾個她最喜歡的地點。她的年度演唱會在紐約市的麗思卡爾頓酒店舉行，洛陽紙貴的演唱會門票由她親自掌控發售，限定只有同俱樂部的忠實女性樂迷以及少數的其他人能夠參加。1944年10月25日，珍金絲76歲時，她終於向熱切的聽眾們讓步，在卡內基音樂廳舉辦大型演唱會。門票是如此的暢銷，甚至在演出數週之前就被搶購一空。演唱會過後一個月，珍金絲就去世了。

## 評論
直接的批評者說珍金絲整整32年的職業歌唱生涯都是在娛樂大眾，相對的，接受了這麼多音樂訓練後卻看不到任何成效，也有批評者認為，珍金絲是刻意以非主流的唱法譁眾取寵。無論如何，許多評論都說佛羅倫斯·佛斯特·珍金絲最後在喜悅、滿足與自信中辭世，一如她以往的人生，貫徹了對於藝術的執著。

## 專輯
珍金絲一共出版了五片78轉的唱片，收錄九首詠嘆調，後來以三片音樂CD重製發行，包括《謬司之上：佛羅倫斯·佛斯特·珍金絲與她的11名敵人》（The Muse Surmounted: Florence Foster Jenkins and Eleven of Her Rivals）、《華爾滋圓舞曲，人聲、鋼琴與笛》（Valse Caressante, for voice, flute and piano）與《人聲的榮耀（????）》（The Glory (????) of the Human Voice），其中還收錄了McMoon的訪談。後來發行的《高音C殺手》（Murder on the High C's）包含珍金絲的九首作品，但沒有McMoon的訪談。

## 搬上舞台
2005年，以珍金絲的生平為藍本而改編的舞台劇《紀念品》（Souvenir）在百老匯劇院登場；同年，一樣是描述珍金絲生平的《榮耀！》（Glorious!）在英格蘭公演。

## 改編電影
- 2015年法國電影《巴黎走音天后》， 靈感來自珍金絲的演藝生涯。
- 2016年以珍金絲的演藝生涯為主題的改編傳記電影《走音天后》上映。電影由史蒂芬·佛瑞爾斯執導，珍金絲一角則由梅莉·史翠普飾演。[3]

## 個人生活
珍金絲與她的經理貝菲爾（St. Clair Bayfield）同居了36年。貝菲爾也是一名舞台劇演員。

## 大眾文化
波士頓的獨立樂團「The Everyday Visuals」在2009年製作的同名LP唱片專輯中收錄了一首歌，歌名即是「Florence Foster Jenkins」。這首歌的製作參考了珍金絲在卡內基的演出與一些個人生活。

## 外部連結
- Florence Foster Jenkins ephemeraArchive.today的存檔，存档日期2013-07-06, a scrapbook kept for Jenkins and her husband, Bayfield, in the Music Division（页面存档备份，存于） of The New York Public Library for the Performing Arts.
- Souvenir: A Fantasia on the Life of Florence Foster Jenkins at The Studio Theatre
- Souvenir: A Fantasia on the Life of Florence Foster Jenkins at The Skylight
- Liner-notes from the RCA CD, photos, and an article on Jenkins by Daniel Dixon（页面存档备份，存于）
- Interview with Chris Ballance about his Jenkins play
- "Playing the diva of din" article from The Guardian （页面存档备份，存于）
- Interview with Mr. Cosme McMoon about Ms. Jenkins, 26 May 1991
- SMH article October 5, 2007 （页面存档备份，存于）